# Хазанович, Юрий Яковлевич
Юрий Яковлевич Хазанович (27 марта 1913, Кременчуг, Кременчугская губерния, Российская империя — 8 июня 1969, Свердловск, РСФСР, СССР) — советский прозаик и сценарист.

## Биография
Родился 27 марта 1913 года в Кременчуге в семье служащего.
В 1928 году окончил семилетку в Харькове и был принят на работу в депо. В 1933 году поступил в Харьковский механико-машиностроительный институт, который окончил в 1938 году, после чего был принят на работу на Харьковский турбогенераторный завод в должности инженера.
С 1935 года параллельно с учёбой начал заниматься и литературной деятельностью, начинал писать исключительно на украинском языке, затем — и на русском языке.
В 1941 году был мобилизован в армию в связи с началом ВОВ и направлен на Западный фронт, где ему было присвоено воинское звание старшего лейтенанта-артиллериста. В 1942 году получил тяжёлое ранение, в том же году демобилизирован и отправлен в Свердловск.
В Свердловске продолжил литературную деятельность, в 1943 году издана его первая книга «После боя».
Был ответственным секретарём Свердловского отделения Союза Писателей (1955). Также работал журналистом.
Написал ряд сценариев для документального кино, которые были поставлены на Свердловской киностудии, а также несколько сценариев для художественного кино. В качестве прозаика написал свыше 80 произведений.
Скончался 8 июня 1969 года от последствий тяжёлого ранения на фронте. Похоронен на Широкореченском кладбище Екатеринбурга.

## Фильмография

### Сценарист
- 1957 — Во власти золота (оригинальный текст — Дмитрий Мамин-Сибиряк)
- 1960 — Одна строка
- 1968 — Сказы уральских гор